# Kóbe

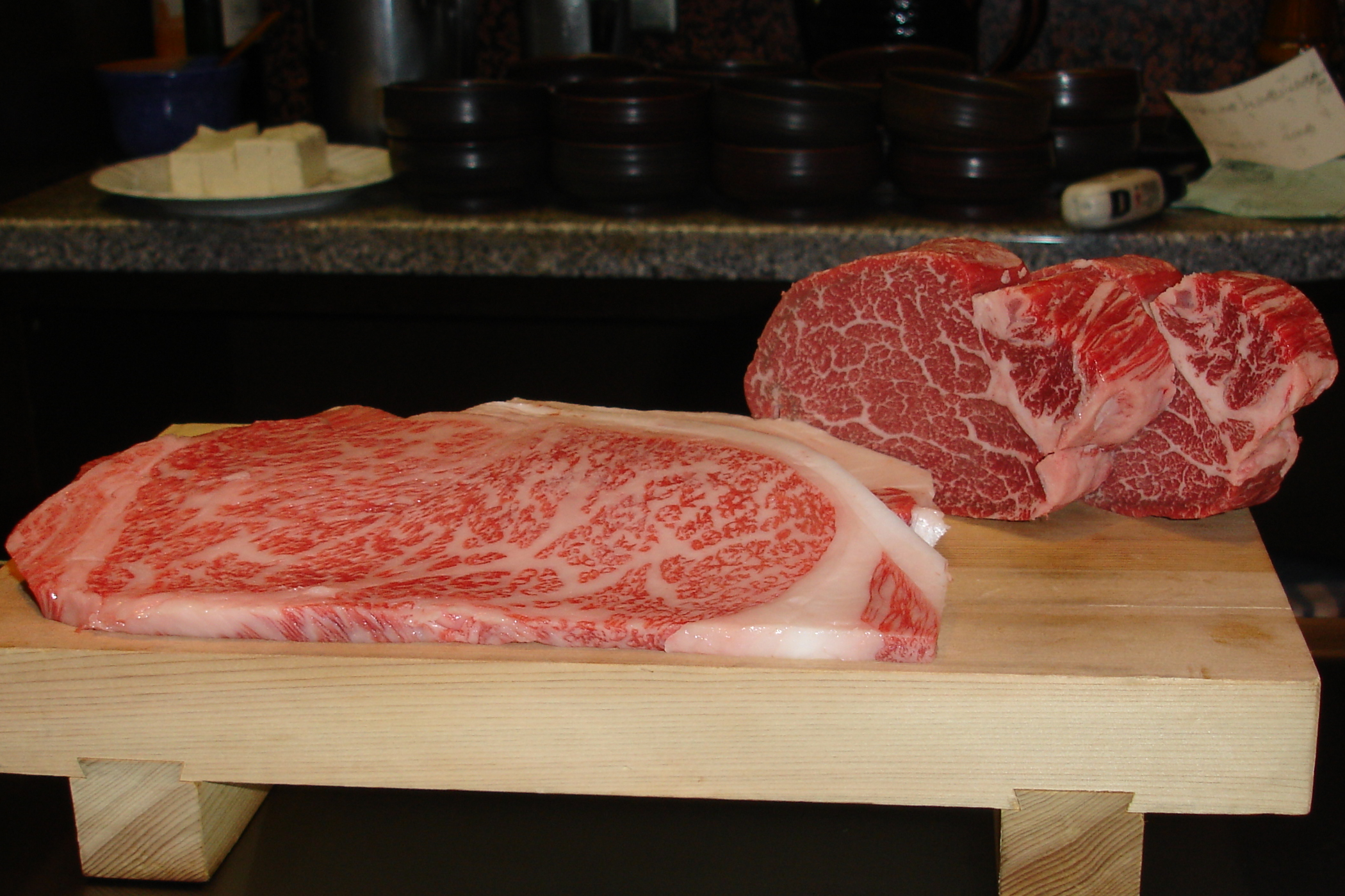
Místní hovězí specialita Wagyu Kobe Beef

Kóbe (神戸市; Kóbe-ši) je hlavní město prefektury Hjógo na ostrově Honšú v Japonsku. Kóbe patří mezi nejdůležitější japonské přístavy společně s Jokohamou, Ósakou, Nagojou, Hakatou a Tokiem. Kóbe leží v regionu Kansai na západ od Ósaky. Bylo jedním z prvních japonských měst, které se otevřelo pro obchod se „Západem“ v roce 1868. V tomto kosmopolitním přístavním městě žije 45 500 cizinců z více než 100 různých zemí.
Kóbe je součástí souměstí Ósaka-Kóbe-Kjóto.

## Historie
V roce 1180 bylo Kóbe po krátkou dobu (pět měsíců) hlavním městem celého Japonska.
Moderní město Kóbe bylo založeno 1. dubna 1889 a 1. září 1956 se stalo „městem z titulu vládního nařízení“ (tzn., že je de facto postaveno na úroveň prefektury).

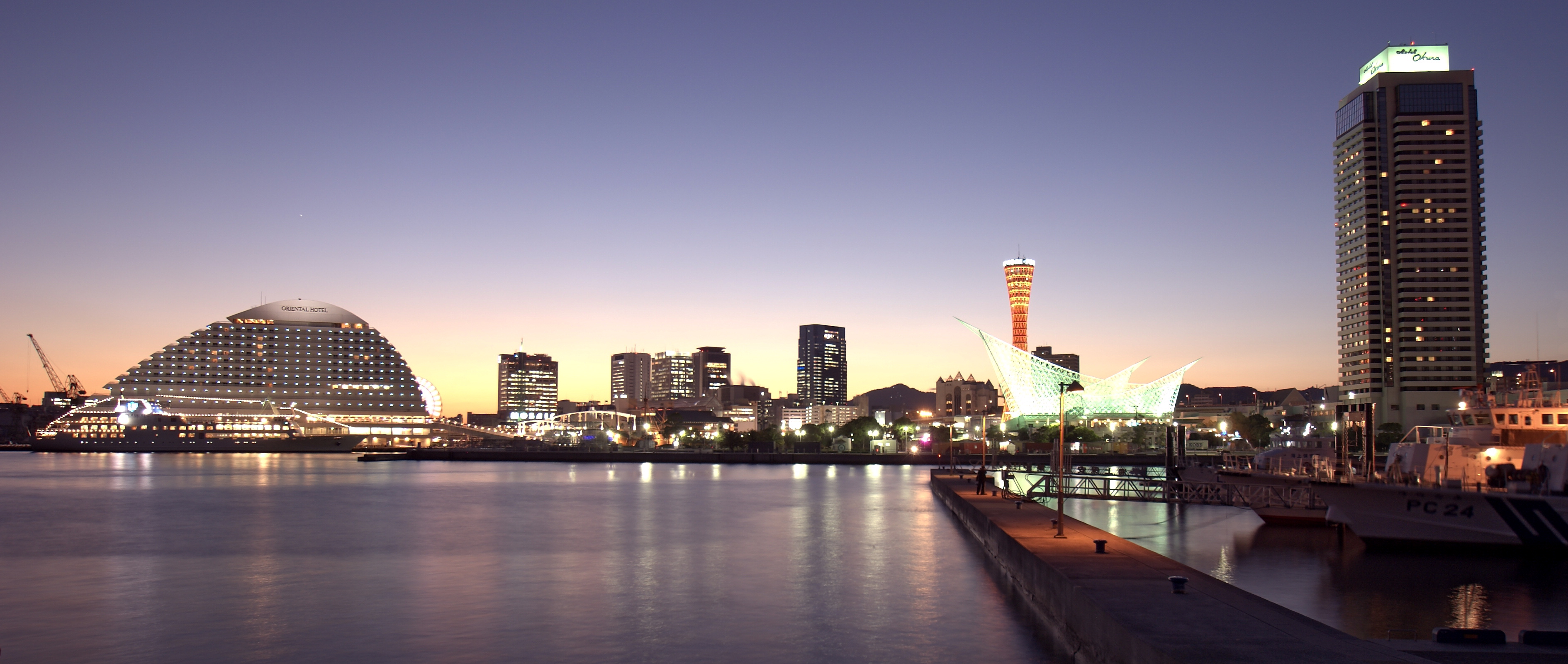
Přístav v Kóbe při západu slunce

Během druhé světové války bylo město dvakrát bombardováno bombardéry B-29. 17. března 1945 331 letounů B-29 zničilo pětinu (asi 7 km²) města a zabilo přes 8 000 jeho obyvatel. 5. června 1945 473 strojů B-29 vypálilo dalších 10 km² zástavby města.
Ráno 17. ledna 1995 v 5:46 místního času zasáhlo oblast města Kóbe zemětřesení o síle 6,9 stupně Richterovy škály. Vyžádalo si 6 433 obětí, 300 000 lidí ztratilo domov a značná část města byla těžce poškozena.
Byla to jedna z nejdražších přírodních katastrof v novodobých dějinách.
16. února 2006 bylo v Kóbe otevřeno nové letiště vybudované na umělém ostrově.

## Městské čtvrti
Kóbe je rozděleno na 9 čtvrtí (ku):
- Čúó-ku（中央区）
- Higašinada-ku (東灘区)
- Hjógo-ku (兵庫区)
- Kita-ku（北区）
- Nada-ku (灘区)
- Nagata-ku (長田区)
- Niši-ku（西区）
- Suma-ku (須磨区)
- Tarumi-ku (垂水区)

## Partnerská města
- Seattle, Washington, USA – 1957
- Marseille, Francie – 1961
- Rio de Janeiro, Brazílie – 1969
- Tchien-ťin, Čína – 1973
- Riga, Lotyšsko – 1974
- Brisbane, Austrálie – 1985
- Philadelphia, USA – 1986
- Barcelona, Španělsko – 1993

## Slavní rodáci
- Džigoró Kanó (1860–1938), zakladatel moderního juda
- Issei Sagawa (1949–2022), vrah, kanibal a spisovatel
- Šindži Kagawa (* 1989), japonský profesionální fotbalista a reprezentant